# Tuchlin (przystanek kolejowy)
Tuchlin – przystanek osobowy w Tuchlinie na linii kolejowej nr 223, w województwie warmińsko-mazurskim, w powiecie piskim, w Polsce.